# Treva de Nadal
La treva de Nadal (en alemany Weihnachtsfrieden; en anglès Christmas Truce; en francès Trève de Noël) va ser una sèrie d'altos el foc generalitzats, no oficials que van tenir lloc en el front occidental el Nadal de 1914, durant la Primera Guerra Mundial. En la setmana prèvia al Nadal, els soldats alemanys i els britànics van començar a intercanviar salutacions i nadales entre les seves trinxeres i, a vegades, la tensió es va reduir fins al punt que els soldats van sortir de les trinxeres per anar a parlar amb els seus enemics i intercanviar regals. Això va succeir sobretot durant la nit de Nadal i el dia de Nadal, quan molts soldats d'ambdós costats es van aventurar de forma independent en «terra de ningú», on es van barrejar, i es van intercanviar menjar i records. A més de les cerimònies d'enterrament conjuntes, diverses trobades van acabar amb nadales i altres cants. Les tropes d'ambdós costats fins i tot van compartir partits de futbol, en una de les imatges més perdurables de la treva.
No va ser un fet generalitzat i, en algunes regions del front, la lluita va continuar durant tot el dia, mentre que, en altres, senzillament es van arribar a acords d'alto el foc per recuperar els cossos dels morts, per poder-los enterrar. El Nadal de l'any següent, tan sols unes poques unitats van dur a terme un nou alto el foc amb els seus enemics, en part, a causa de severes ordres dels alts comandaments dels dos bàndols que prohibiren aquestes confraternitzacions. El 1916, després dels sagnants combats sense precedents del Somme i Verdún, i el començament de l'ús generalitzat de gas verinós, l'odi dels soldats cap a l'enemic va augmentar considerablement, i ja no hi va haver més treves per Nadal.
No només hi va haver treves durant el període de Nadal, sinó que aquestes van reflectir un estat d'ànim més generalitzat conegut com «viure i deixar viure», sobretot en les unitats d'infanteria que estaven més a prop unes de les altres, i que evitaven les conductes obertament agressives, i, sovint participaven en confraternitzacions a més petita escala, amb converses o intercanvi de cigarrets. En alguns sectors, hi havia altos el foc de tant en tant per permetre que els soldats recuperessin camarades ferits o morts, mentre que en altres punts, hi hauria un acord tàcit de no disparar mentre els homes descansaven, feien exercici, o treballaven a plena vista de l'enemic. No obstant això, les treves de Nadal van ser particularment significatives pel nombre d'homes que hi van participar i la motivació amb què ho van fer. En els sectors amb menys violència, desenes d'homes van arribar a aplegar-se obertament a la llum del dia. Sovint es veuen aquestes treves com un moment simbòlic de la pau i la humanitat enmig d'un dels esdeveniments més violents de la història humana.

## Antecedents
Durant els primers mesos de la Primera Guerra Mundial es va produir un atac alemany que va invadir França a través de Bèlgica i que va ser repel·lit per tropes franco-britàniques als afores de París en la batalla del Marne el setembre de 1914. Els alemanys van recular fins a la vall de l'Aisne on van preparar posicions defensives. Posteriorment en la batalla de l'Aisne d'aquell mateix mes, les tropes aliades van ser incapaces de penetrar les defenses alemanyes i la situació va acabar amb un estancament on cap de les dues parts volia cedir terreny i van començar a construir un sistema de trinxeres molt fortificades. Al nord, a la dreta de l'exèrcit alemany no hi havia en aquell moment cap línia defensiva, i els dos exèrcits van iniciar el que es coneix com la Cursa cap al mar on intentaven flanquejar l'enemic en diversos enfrontaments cada vegada més al nord. Després de diversos mesos de combats, en els quals les forces britàniques van mobilitzar-se cap a Flandes, el flanc septentrional va evolucionar cap a un nou estancament. Al novembre ja hi havia una línia de front contínua des del Mar del Nord fins a la frontera amb Suïssa, ocupat a ambdós costats per exèrcits fortament atrinxerats.
Després de només uns mesos de guerra, encara hi havia en molts sectors l'esperança que el conflicte acabaria ràpidament i que per Nadal podrien ser a casa. No s'havia produït doncs una idealització negativa de l'enemic, potenciada pels anys posteriors de guerra i la gran mortaldat que se'n derivaria. Aquest fet sumat a unes condicions molt dures en les trinxeres van donar com a resultat una notòria confraternització entre els bàndols.

### Confraternització

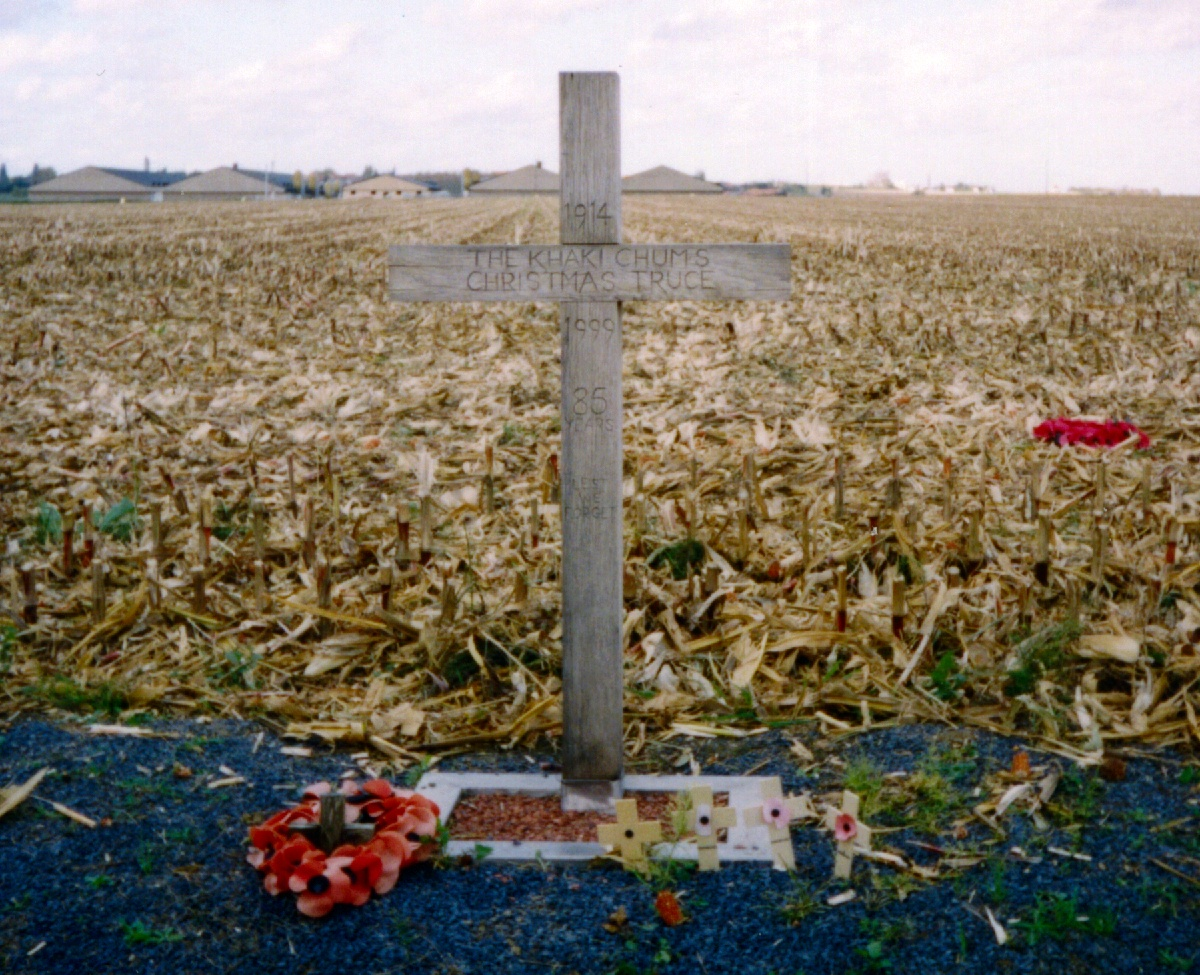
Una creu, aixecada a Saint-Yves (Bèlgica) el 1999, per commemorar el lloc de la treva de Nadal

La confraternització, interaccions pacífiques i a vegades amistoses entre els bàndols, era prou freqüent en els sectors tranquils a la primera línia de foc al front occidental de la Primera Guerra Mundial. En alguns sectors es manifestava simplement en forma d'inactivitat deliberada, quan els dos bàndols evitaven comportaments massa agressius o amenaçadors, mentre que en altres casos es va estendre a converses freqüents i fins i tot visites d'una trinxera a l'altra.
Les treves entre les unitats britàniques i alemanyes van iniciar-se a principis del novembre de 1914, quan la guerra havia iniciat la fase de trinxeres estàtiques. Durant aquest temps, les provisions de tots dos bàndols es repartien durant el vespre, i els soldats van destacar un període de tranquil·litat mentre recollien el menjar. L'1 de desembre un soldat britànic relatà la visita amistosa d'un sergent alemany que es presentà a la trinxera un matí «per veure com anaven les coses». Les relacions entre els soldats francesos i alemanys eren generalment més tenses, però a la llarga també s'hi va donar un fenomen similar. A principis de desembre, un cirurgià alemany deixava constància de treves de mitja hora per recuperar soldats morts per enterrar-los, durant els quals els francesos i els alemanys intercanviaven diaris. Aquest comportament no agradava gens als oficials i un jove Charles de Gaulle escrivia el 7 de desembre sobre el «lamentable» desig dels francesos de donar treva a l'enemic, mentre que el comandant del desè exèrcit Victor d'Urbal deixava constància de les «desafortunades conseqüències» que comportava el fet que els homes «guanyessin familiaritat amb els seus veïns a l'altra banda del front».
També es van donar treves a causa del mal temps, especialment quan les trinxeres s'inundaven, tot i que aquestes solien acabar-se quan el temps millorava.
La proximitat de les trinxeres feia fàcil que els soldats se saludessin a crits d'un cantó a l'altre, i aquest mètode va ser el que es va utilitzar més sovint per planejar trobades informals durant el 1914. Els homes intercanviaven notícies i salutacions ajudats per una llengua comuna, ja que molts alemanys havien viscut a Anglaterra abans de la guerra, especialment a Londres, i coneixien l'idioma i cultura anglesos. Molts britànics van deixar constància d'alemanys que els preguntaven per la Premier League així com d'altres converses banals sobre el temps i sobre conquestes amoroses. Un fenomen inusual que també va començar a prendre protagonisme va ser la música i, en els sectors més pacífics, era freqüent que les unitats cantessin al vespre, a vegades intentant entretenir-se o fer broma amb el bàndol contrari. Aquests fets van evocar activitats encara més festives i a principis de desembre Edward H. W. Hulse de la Guàrdia Escocesa va escriure que planejaven organitzar un concert el dia de Nadal, que «ensenyaria a l'enemic totes les formes imaginables de cançó en harmonia» en resposta als freqüents cors de Deutschland über alles.

### Els dies previs a Nadal
En el període previ al Nadal de 1914 hi va haver diverses iniciatives en favor de la pau a Europa. La Carta Oberta de Nadal va ser un missatge públic de pau adreçat «a les dones d'Alemanya i Àustria» signat per un grup de 101 sufragistes britàniques a finals de 1914 en els dies previs al primer Nadal de la guerra. El Papa Benet XV el dia 7 de desembre va suplicar un acord de pau oficial entre els governs combatents, demanant «que les armes quedin en silenci almenys durant la nit en què els àngels cantaven». Aquest intent va ser oficialment rebutjat.

## Nadal de 1914
Es calcula que al voltant de 100.000 soldats alemanys i britànics van participar en aturades d'hostilitats al front occidental durant la guerra. La primera treva va començar la nit de Nadal de 1914, quan tropes alemanyes van decorar la zona al voltant de les seves trinxeres a la regió d'Ypres i particularment a Saint-Yvon on el capità Bruce Bairnsfather va relatar la treva.
Els alemanys van posar espelmes a les trinxeres i en arbres durant la Nit de Nadal i van començar a cantar nadales (particularment Santa nit), cosa que els britànics van imitar. Els dos bàndols van seguir adreçant-se felicitacions de nadal i finalment alguns van començar a trobar-se en terra de ningú. Allà es van intercanviar petits regals com menjar, tabac i alcohol, i souvenirs com ara botons i barrets. L'artilleria en aquella regió va aturar-se i es va donar l'oportunitat de recuperar els cadàvers dels soldats abatuts, que van poder ser enterrats fins i tot en funerals conjunts. En alguns sectors la treva es va allargar fins a cap d'any.
Malcolm Brown, del Museu Imperial de la Guerra, estima que diverses treves van tenir lloc en almenys dos terços de la línia britànica al sud de Bèlgica.

### Testimonis

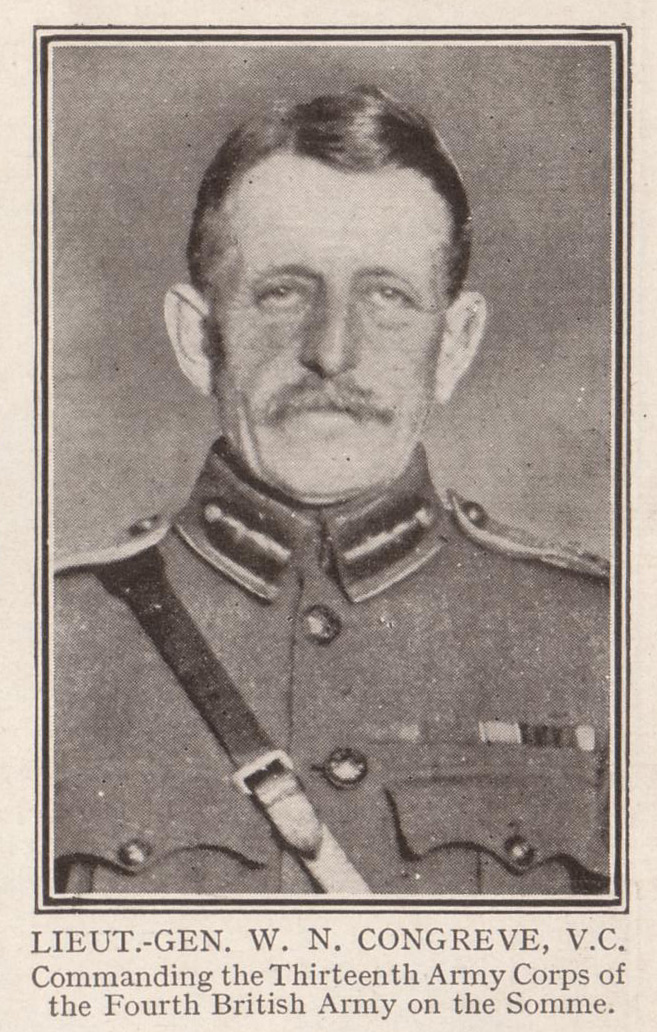
El general Walter Norris Congreve va decretar una treva oficial el dia de Nadal de 1914.

Durant aquell dia, el general brigadier Walter Congreve de la 18 brigada d'infanteria britànica, destinada prop de Neuve-Chapelle va escriure una carta decretant un dia de treva. Alguns dels seus soldats van arriscar-se a sortir del parapet i caminar cap a terra de ningú, on van encaixar les mans i intercanviar cigarrets amb els alemanys. Un dels seus capitans afirmava haver «compartit un cigar amb el millor tirador de l'exèrcit alemany», que no tenia més de 18 anys. El mateix Congreve va admetre que era reticent a contemplar l'escena per por d'esdevenir un objectiu dels franctiradors enemics.
Bruce Bairnsfather va escriure:
| « | No m'hauria perdut aquest Nadal estrany i únic per res del món […] Vaig veure un oficial alemany, algúna classe de tinent crec, i com que soc una mica col·leccionista vaig intimar amb ell perquè em donés un dels seus botons […] Vaig portar les meves tisores, vaig arrencar els botons i me'ls vaig posar a la butxaca i li vaig donar dos dels meus a canvi […] L'últim que vaig veure va ser un dels meus metralladors, que era perruquer aficionat en la seva vida civil, tallant el cabell antinaturalment llarg d'un Boche [soldat alemany] molt dòcil, que es mantenia pacientment agenollat al terra mentre les tisores automàtiques li lliscaven per darrere el coll. | » |

El soldat francès Gustave Berthier, del 256è regiment d'infanteria també va deixar constància de com va iniciar-se la treva en el seu sector:
| « | El dia de Nadal l'enemic va fer un senyal indicant que volia parlamentar. Vaig ser jo qui es va dirigir a les seves trinxeres. A l'arribar a tres o quatre metres d'elles, tres alemanys van sortir per parlar. Era la festa del dia de Nadal, una jornada de celebracions i van demanar que no disparéssim durant el dia i la nit, que ells prometien, per la seva banda, no disparar ni un sol tret. Estaven farts de la guerra. Em van passar uns cigars i un paquet de cigarrets amb filtre daurat, jo els vaig donar un exemplar del Petit Parisien a canvi d'un diari alemany. | » |

El futur naturalista anglès Henry Williamson, que aleshores era un soldat ras de 19 anys va escriure a la seva mare el dia de sant Esteve:
| « | Estimada mare, us escric des de les trinxeres. Són les 11 del matí. […] A la boca hi tinc la pipa regal de la Princesa Maria. A la pipa hi ha tabac. Es clar, diràs, però és tabac alemany. Pensaràs que és d'un presoner o que l'hem trobat en una trinxera capturada però no. Me l'ha donat un soldat alemany. Així és, un soldat alemany de la seva pròpia trinxera. Ahir els britànics i els alemanys ens vam trobar i vam encaixar les mans a la terra entre les trinxeres […] el dia de Nadal, no és meravellós? […] Els alemanys van cridar-nos per compartir un cigar i els nostres homes els deien que vinguessin ells […] després de prometre'ns «seguir-nos el joc» un valent Tommy va sortir de les trinxeres i immediatament un saxó va anar a trobar-lo […] s'havia trencat el gel. | » |

El capità Edward Hulse explica que el primer intèrpret que va trobar a les files alemanyes era de Suffolk on hi havia deixat la xicota. Descriu també com cantaven Auld Lang Syne, una cançó tradicional escocesa «a la qual es van acabar sumant anglesos, escocesos, irlandesos, prussians, württembergs, etc. Va ser absolutament sorprenent i si ho hagués vist en una pel·lícula hauria jurat que era fals!»
El general Horace Smith-Dorrien, comandant del Segon Cos Britànic va emetre ordres prohibint totes les comunicacions amistoses amb les tropes alemanyes. També Adolf Hitler, que aleshores era un caporal de la infanteria bavaresa, deixà constància de la seva oposició a la treva, preguntant-se sobre l'honor dels soldats que hi participaven.
A la secció de Comines del front, també hi va haver confraternització entre els soldats alemanys i francesos el desembre de 1914, durant una petita treva i hi ha almenys dos testimonis de soldats francesos. Gervais Morillon va escriure als seus pares:
| « | Els Boches [soldats alemanys] van onejar una bandera blanca i van cridar «Kamarades, Kamarades, rendez-vous». [trobem-nos] Com que no ens vam moure van acostar-se desarmats, liderats per un oficial. Encara que nosaltres tampoc estem nets, ells anaven fastigosament bruts. Us ho dic a vosaltres però no en parleu amb ningú. Nosaltres no ho mencionem ni tan sols a d'altres soldats. | » |

En la secció del front ocupada pels belgues, al voltant del riu IJzer, hi va haver també una petita treva a petició d'aquests que van demanar enviar cartes a les seves famílies a la part del seu país ocupada pels alemanys.
Richard Schirrmann, estava situat en el sector alemany a la zona dels Vosges va escriure una relació dels fets el desembre de 1915:
| « | Quan les campanes de Nadal van sonar als pobles dels Vosges darrere les línies enemigues […] va passar una cosa fantàstica. Les tropes alemanyes i franceses van fer les paus espontàniament i van cessar les hostilitats, van visitar-se a través dels túnels de les trinxeres en desús i van intercanviar vi, tabac, cigarrets i pa negre de Westfalia, galetes i pernil. Això els va agradar tant que van seguir sent amics fins i tot després de Nadal. | » |

Ben aviat es va restaurar la disciplina militar però més tard Schirrmann reflexionava sobre l'incident i desitjava que «joves sensats de tots els països tinguessin llocs de reunió on poder-se conèixer els uns als altres» i amb aquesta idea va fundar l'Associació Alemanya d'albergs el 1919 i va dirigir el primer establiment d'aquest tipus al món.

### Partits de futbol
Molts relats de la treva descriuen partits de futbol en terra de ningú. Aquest fet apareix reflectit en alguns dels primers informes com una carta escrita per un doctor de la brigada de fusellers britànics, publicada a The Times l'1 de gener de 1915 amb el títol «Un partit de futbol...entre ells i nosaltres davant de les trinxeres» No obstant això, el brigader insisteix que no es va jugar cap partit durant la treva en aquell sector, ja que això hauria donat l'oportunitat als alemanys de veure els punts febles en les trinxeres britàniques.
Durant anys s'han explicat un gran nombre d'històries similars, moltes vegades citant un resultat concret. Alguns d'aquests incorporen elements de ficció d'una història publicada per Robert Graves el 1962, en la qual afirma que el resultat va ser de 3 a 2 a favor dels alemanys. Diversos testimonis citen una o diverses pilotes que van aparèixer del bàndol anglès, que comptava amb molts jugadors professionals que van allistar-se durant els primers mesos de la guerra, particularment dels Hearts escocesos, citats en alguna de les cròniques.
Malgrat això, alguns historiadors contradiuen aquesta dada i, per exemple, el 1984 Malcolm Brown i Shirley Seaton conclouen que possiblement els soldats van intentar organitzar un partit, però que no van poder fer-ho a causa de l'estat del terreny. Els relats contemporanis només fan referència a alguns xuts amb pilotes improvisades fetes amb llaunes de carn en conserva. Chris Baker, expresident de la Western Front Association i autor de The Truce: The Day the War Stopped també és escèptic però afirma que, si bé hi ha poques proves d'un partit organitzat, aquest sí que podria haver tingut lloc prop de la vil·la de Messines. Afirma que hi ha dues referències britàniques de partits de futbol però cap d'alemanya i que si algun cop es trobés una carta d'un soldat alemany que estigués en aquella àrea, tindríem «alguna cosa creïble». De fet, sí que hi ha una breu referència alemanya del lloctinent Kurt Zehmisch de la infanteria saxona, que afirma que «els anglesos van portar una pilota de futbol de les trinxeres i aviat va començar un partit molt animat. Com n'era de meravellós i alhora que estrany».
El 2011 l'historiador Mike Dash va concloure que «hi ha moltes proves que es va jugar a futbol durant la treva el dia de nadal, en la majoria de casos entre homes de la mateixa nacionalitat, però almenys en 3 o 4 casos entre tropes dels exèrcits enfrontats». Dash identifica el 133è Regiment Reial Saxó que va jugar contra «tropes escoceses», els Argyll and Sutherland Highlanders contra un equip alemany sense identificar (en el qual els escocesos van guanyar 4-1) la Royal Field Artillery contra «Prussians i Hanovers» prop d'Yves i els fusellers de Lancashire destinats a Le Touquet que van jugar amb una llauna de carn en conserva. Ernie Williams, que era present a les trinxeres aquell dia va descriure els fets el 1983:
| « | No hi havia cap tipus de males intencions entre nosaltres. […] No hi havia àrbitre ni puntuació i no comptàvem els gols. Era simplement una mêlée, res a veure amb el futbol que fan a la televisió. Les botes que portàvem eren una amenaça. | » |

### Front Oriental
Al Front oriental també es va donar una particular versió de la Treva quan alguns oficials austríacs, en un nivell de jerarquia indeterminat, van iniciar una aproximació a la zona de Galítsia. Sembla que els russos van respondre positivament i els soldats van trobar-se en terra de ningú. Es van intercanviar regals i les tropes que assetjaven Przemyśl van plantar tres arbres de Nadal on desitjaven als combatents un bon Nadal i transmetien les seves esperances perquè s'arribés aviat a un acord de pau.

### Àfrica Occidental
Durant el setge de Mora també es va produir una Treva de Nadal.
El 24 de desembre de 1914, després de gairebé quatre mesos de setge, els defensors alemanys van veure una bandera blanca hissada sobre les posicions aliades. Aïllats de qualsevol font d'informació, molts soldats de la guarnició van pensar que la guerra a Europa s'havia acabat; però els britànics simplement desitjaven enviar alguns regals al sergent Taylor, presoner dels alemanys. El comandant alemany, el capità Ernst von Raben, també va rebre un paquet de regals del capità Fox, que contenia mantes, cigarrets i un arbre de Nadal.
Els britànics van oferir un alto el foc durant el 24 i 25 de desembre, que els alemanys van acceptar. Els oficials britànics i alemanys es van reunir diverses vegades en aquests dies per a intercanviar regals.
L'1 de gener de 1915, els britànics va aixecar una vegada més la bandera blanca, i es va organitzar una reunió entre von Raben i Fox, que es coneixien d'abans de la guerra. Aquest cop, però, les forces franceses no va complir amb l'alto el foc i va continuar bombardejant les posicions alemanyes.

## Percepció pública

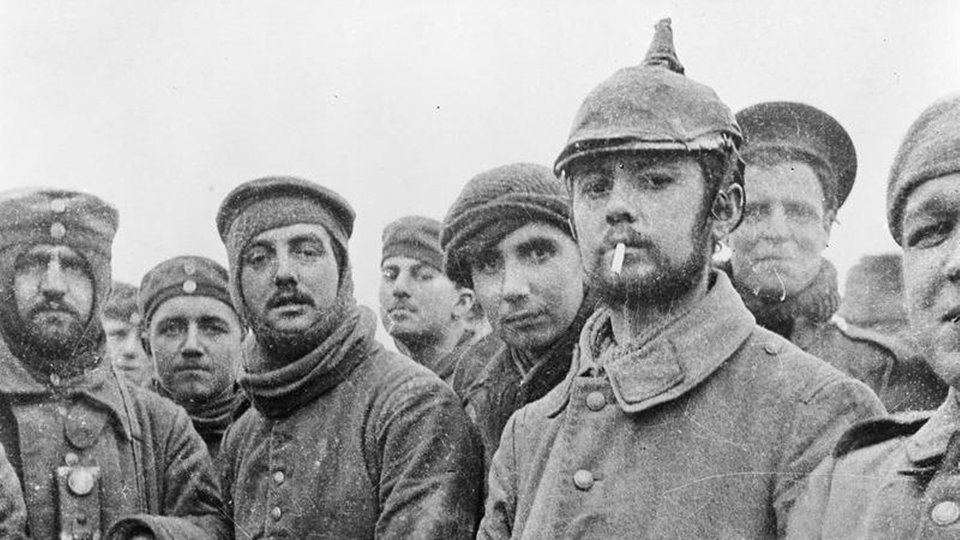
Fotografia de soldats alemanys i britànics reunits durant la treva

Els esdeveniments de la treva no van sortir a la llum pública durant una setmana, a causa d'un embargament no oficial de la premsa que finalment va ser trencat pel New York Times el 31 de desembre. Els diaris britànics ràpidament van reproduir la història, aportant nombrosos testimonis de primera mà de soldats sobre el terreny, extrets de les cartes que aquests havien enviat a les seves famílies i editorials sobre «una de les sorpreses més grans d'una guerra sorprenent». El 8 de gener els diaris van aconseguir fotografies de l'esdeveniment i tant el Daily Mirror com el Daily Sketch van obrir les seves portades amb fotografies dels soldats britànics i alemanys confraternitzant i cantant entre les trinxeres. El to dels reportatges era molt positiu; el Times va aprovar la «falta de malícia» dels dos bàndols i el Sketch va lamentar «l'absurditat de la tragèdia» que havia de tornar a començar.
La cobertura a Alemanya va ser molt més limitada; alguns diaris van criticar aquells que havien participat en la treva i no es va publicar cap fotografia. A França, un major nivell de censura va provocar que la notícia de la treva només arribés a través de testimonis de primera mà al front o de soldats ferits als hospitals. La premsa finalment va haver de respondre els rumors que anaven en augment, i va publicar una nota governamental on s'afirmava que confraternitzar amb l'enemic constituïa un acte de traïció. A principis de gener es va publicar també un informe oficial sobre la treva on s'afirmava que només havia tingut lloc en sectors restringits del sector britànic, i que havia consistit en poc més d'un intercanvi de cançons que ràpidament havia degenerat en trets.

## Treves posteriors
Després de Nadal de 1914 es van fer diversos intents de repetir treves esporàdiques. Una unitat alemanya va intentar abandonar la trinxera portant una bandera blanca durant el Diumenge de Pasqua el 1915 però els britànics que tenien davant els van advertir que no continuessin i el novembre d'aquell any una unitat saxona va fraternitzar breument amb un batalló de Liverpool. El desembre de 1915 els comandants aliats van enviar ordres explícites de prevenir qualsevol intent de repetir la treva de l'any anterior. Els comandaments van ordenar a algunes unitats preparar incursions o per fustigar la línia enemiga, i el soroll d'artilleria va evitar que les unitats es comuniquessin durant tot el dia. No obstant això, la prohibició no va ser completament efectiva, i es van produir algunes treves breus al llarg de la línia del front.
El novel·lista gal·lès Llewelyn Wyn Griffith va presenciar una d'aquestes treves i explica que després d'intercanviar nadales durant la nit, a l'alba del dia de Nadal va veure «una onada d'homes dels dos bàndols... [i] un febril intercanvi de souvenirs» abans que els oficials els cridessin amb promeses d'un alto el foc i d'organitzar un partit de futbol. Finalment la idea no va prosperar perquè el comandant de la brigada va amenaçar amb repercussions per la manca de disciplina i va insistir en reprendre els tirotejos a la tarda. La unitat en qüestió sembla que acabava d'arribar a França i no havia participat en la treva de l'any anterior. Un altre soldat recordava un intent d'organitzar un partit «tots contra tots» en el qual podrien haver participat 50 membres per equip, abans que se'ls ordenés tornar.
En un sector adjacent es va celebrar una treva curta per permetre enterrar els morts en terra de ningú que va portar al comandant responsable davant d'un tribunal militar. Malgrat que se'l va jutjar i va ser reprès, el mariscal Douglas Haig li va anul·lar la condemna. La indulgència podria ser deguda al fet que l'oficial en qüestió estava emparentat amb H.H. Asquith, l'aleshores Primer Ministre.
Els desembres de 1916 i 1917 els alemanys van fer tímids intents de repetir les treves, sense èxit. En alguns sectors francesos es van cantar ocasionalment cançons i intercanviar regals, però possiblement aquests fets s'emmarcaven en una política general de Viure i deixar viure, comuna en totes les trinxeres.

## Llegat i significat històric

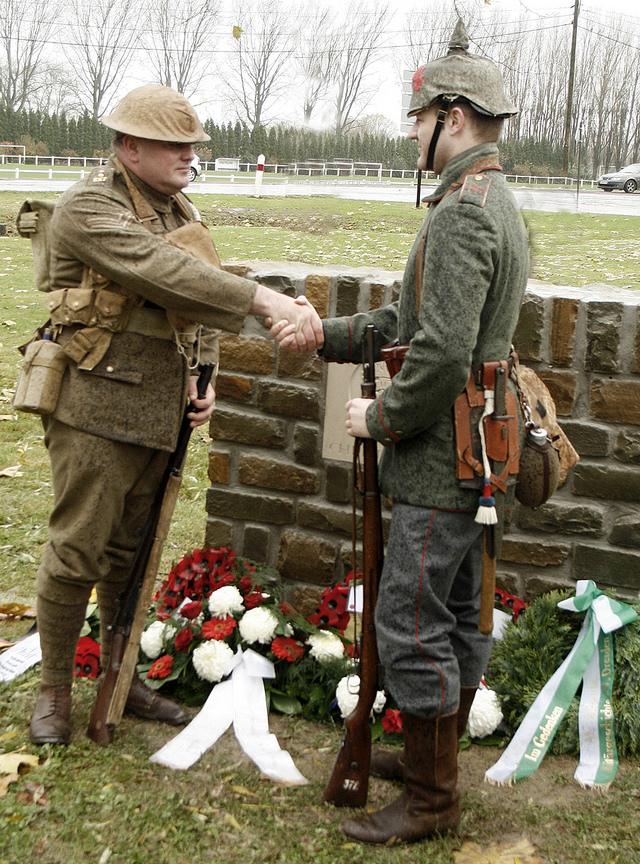
Descendents de veterans de la Primera Guerra Mundial, amb els uniformes originals, encaixen les mans durant la inauguració d'un memorial a la Treva a Frelinghien (França), el novembre de 2008.

Tot i que la tendència popular és creure que la treva del desembre de 1914 va ser única, aquesta visió té una gran component romàntica, més que no pas política. El cert és que els fets es poden interpretar com a part d'un moviment més ampli de manca de cooperació amb l'esperit bèl·lic part dels soldats, conegut a vegades amb el nom de Viure i deixar viure. Durant tot el curs de la guerra, es van establir complicats acords locals i treves al llarg de la línia del front, que normalment començaven amb pactes per no atacar durant l'hora del té, els àpats o l'hora de rentar-se. En alguns llocs, aquests pactes eren tan importants que seccions senceres del front van patir un nombre molt reduït de baixes durant llargs períodes. Segons Tony Ashworth, aquest sistema va donar als soldats un cert control sobre la seva existència. D'aquesta manera la Treva de Nadal no seria un cas únic sinó simplement una extensió d'aquest esperit de no-cooperació, que incloïa la negativa a lluitar, treves no oficials, motins, vagues i protestes pacífiques.
La Treva de Nadal i els esdeveniments que la van motivar ha estat interpretada en diverses expressions de cultura popular al llarg de la història i va cobrar especial rellevància en complir-se cent anys dels fets el Nadal de 2014. En aquestes dates, diverses organitzacions i governs es van bolcar en la commemoració dels fets.

### Música
- La cançó de 1967 Snoopy's Christmas dels The Royal Guardsmen està basada en la treva.
- El videoclip de 1983 Pipes of Peace de Paul McCartney mostra una versió fictícia de la treva.[42]
- La poular cançó All Together Now del grup The Farm (1990) s'inspira en la treva, i va ser gravada de nou el desembre de 2014 per celebrar-ne el centenari.[43] El tema també ha estat tractat per cantautors com Mike Harding, John McCutcheon o Garth Brooks.
- El grup de rock alternatiu britànic Tindersticks va publicar el 2014 el disc Ypres, inspirat la treva.
- També durant el centenari de la treva, el compositor Chris Eaton va produir la cançó 1914 - The Carol of Christmas en benefici de la beneficència de l'exèrcit britànic.

### Teatre i cinema
- En l'obra de 1933 Petermann schließt Frieden oder Das Gleichnis vom deutschen Opfer (Petermann fa les paus o la paràbola del sacrifici alemany), de clara influència nazi, un soldat alemany planta un arbre de nadal entre les trinxeres, acompanyat de les nadales dels seus companys, però és mort per foc enemic, apagant-se totes les llums de l'arbre.
- La pel·lícula de 1969 Oh! What a Lovely War inclou una escena de la treva en la qual els soldats intercanvien acudits, alcohol i cançons.[44]
- En el darrer capítol de la sèrie d'humor L'Escurçó Negre, ambientat en la Primera Guerra Mundial, el protagonista fa referència a la treva i al partit que s'hi va jugar i es queixa que li van anul·lar un gol per fora de joc.
- La pel·lícula de 1992 A Midnight Clear conté també elements de la treva reinterpretats i ressituats a finals de la Segona Guerra Mundial.[45]
- La pel·lícula antibèl·lica de 2005 Bon Nadal, escrita i dirigida pel cineasta Christian Carion ofereix una versió dramatitzada de la treva. Va ser presentada fora de concurs al Festival de Cannes d'aquell any.[46]

### Publicitat
- El 2014, per commemorar-ne els 100 anys, el supermercat Sainsbury's amb la participació de la Reial Legió Britànica va fer un anunci sobre aquest esdeveniment.[47]
- També la UEFA va celebrar diversos actes commemoratius durant el centenari i va gravar un vídeo publicitari amb futbolistes anglesos, francesos i alemanys.[48]

### Monuments
L'11 de novembre de 2008 es va inaugurar un monument a la Treva a Frelinghien (França). Durant l'acte es va jugar un partit de futbol d'homenatge entre descendents dels fusellers gal·lesos i descendents d'un batalló alemany, en el qual aquests es van imposar per 2-1. El 12 de desembre de 2014 el Príncep Guillem de Cambridge i el seleccionador anglès Roy Hodgson van inaugurar un monument a Staffordshire. El monument anomenat Football Remembers memorial va ser dissenyat per un escolar de 10 anys en un concurs d'abast estatal. També a Warneton (Bèlgica) Michel Platini en nom de la UEFA va voler descobrir un monument a la treva destacant com "el futbol va construir un pont vital en una espontània expressió d'humanitat" i per retre homenatge "a tots els que aquella nit van decidir pensar en una cosa positiva i jugar a l'esport que estimaven".

### Educació
El 2014 la Universitat de Northúmbria a Newcastle va produir una sèrie de recursos educatius per tractar la Treva de Nadal des de les escoles. Els autors argumentaven que es proposaven ajudar els professors a explicar els esdeveniments del desembre de 1914, però també proporcionar un contrapunt a l'argumentari del Regne Unit sobre la glorificació de la Primera Guerra Mundial:
| « | Aquests actes espontanis de bona voluntat i distensió van contradir directament les ordres dels alts comandaments i van oferir una imatge d'humanitat compartida, evocadora i esperançadora, encara que breu, donant un nou sentit al missatge tradicional de Nadal de pau a la Terra i bona voluntat entre els homes. | » |